# Capnodis cariosa
|                       |
| Bild 0:Aufsicht       |
|                       |
| Bild 1: Seitenansicht |
|                       |
| Bild 2: von vorn      |
|                       |
| Bild 3: Unterseite    |

| |
| Bild 4: Ausschnitt Halsschild, in der Mitte „Grübchen“                                                                       |
| |
| Bild 5: Halsschild |
| |
| Bild 6: Ausschnitt Unterseite rechte Seite teilweise eingefärbt grün: Vorderhüfte, orange: Mit- telhüfte, ocker: Hinterhüfte |

Capnodis cariosa ist ein Käfer aus der Familie der Prachtkäfer und der Unterfamilie der Chrysochroinae. Mit einer Länge von 26 bis 34 Millimetern gehört er zu den größten europäischen Prachtkäfern. In Pistazienkulturen kann er als Schädling auftreten.

## Bemerkungen zum Namen und Systematik
Die Erstbeschreibung der Art erfolgte durch Pallas 1776 als Buprestis cariosa. Der Artname cariōsa bedeutet nach Schenkling morsch, in morschem Holze sich aufhaltend.  Pallas erwähnt in seiner Beschreibung, dass der Käfer in der Mongolischen Sandwüste in der Nähe blühender Perückensträucher vorkommt. Möglicherweise bezieht sich der Name also auf vertrocknende Sträucher. Pallas verwendet jedoch das Wort cariosa direkt in seiner lateinische Beschreibung des Käfers: Elytra obtusa,..., sparsisque lituris albido cariosis, ... (lat.: Flügeldecken matt, ..., und hell besprenkelt mit erlöschenden Flecken..). Es ist deswegen anzunehmen, dass der Artnahme sich auf die Sprenkelung der Flügeldecken bezieht.
Die Gattung Buprestis wird von Eschscholtz 1829 in viele Gattungen zerlegt. Die Gattung Capnodis umfasst die Arten, deren  Schildchen hinten abgerundet ist und deren letztes Tarsenglied breiter als lang ist.
Der Gattungsname Capnodis ist von altgr. καπνώδης kapnōdes, räucherig abgeleitet und bedeutet von dunkler Farbe, grau bestäubt.
Die Gattung Capnodis in Europa  mit sechs Arten vertreten, weltweit gibt es achtzehn Arten.

## Beschreibung des Käfers
Der Kopf ist breit mit großen seitlich stehenden Augen. Die elfgliedrigen Fühler sind ab dem fünften Glied nach innen erweitert (gesägt). Die Oberlippe ist breit viereckig. Die Oberkiefer sind abgeknickt gebogen (Bild 2) und zweizähnig. Die beiden letzten Glieder des Kiefertasters sind kugelig bis eiförmig. Das Endglied des Lippentasters ist ebenfalls kugelig.
Der Halsschild ist deutlich breiter als lang und vorn seitlich herzförmig erweitert. Er ist zum größten Teil wie die Kopfoberseite dicht grob punktiert. Die Punkte sind mit einer kreidigen Substanz gefüllt, so dass die punktierten Flächen weiß erscheinen. Solche punktierten weißen Felder treten unregelmäßig verteilt auch auf den Flügeldecken auf. Über die dichte Punktur des Halsschildes erheben sich blanke glatte mattschwarz glänzende Flächen (Spiegelflecken). Diese erwecken bei Capnodis cariosa den Eindruck des Trittsiegels einer dreizehigen Pfote, das seitlich und vorn sechs rundlichen Spiegelflecken umrahmt ist (Bild 5). Im Unterschied zu der ähnlichen Art Capnodis tenebrionis sind an der Basis der Flügeldecken drei rundliche große Spiegelflecken. Der mittlere von diesen umschließt das für die Gattung charakteristische tiefe hufeisenförmige Grübchen, das an der Halsschildbasis vor dem Schildchen liegt (Bild 4). Es ist bei Capnodis cariosa deutlicher zu erkennen als bei Capnodis tenebrionis.
Die Flügeldecken sind durch Reihen von Einstichen längsgestreift. Außerhalb der weißen Flächen sind sie fein quer gerunzelt. An der Basis sind sie zusammen schmäler als der Halsschild. Nach hinten verschmälern sie sich anfangs kaum, dann stärker, und enden in einer abgestutzten Verlängerung. Das winzige rundliche Schildchen ist in eine Eintiefung an der Innenseite der Basis der beiden Flügeldecken eingelassen (Bild 4).
Die Vorderhüfthöhlen sind wie bei allen Prachtkäfern hinten offen, die kugeligen Vorderhüften (Bild 6, rechts grün) sind durch einen breiten Fortsatz der grob punktierten Vorderbrust (Prosternalfortsatz) getrennt. Die Mittelhüften (Bild 6, rechts orange) sind ebenfalls kugelig und durch einen etwa gleich breiten nach vorn gerichteten Fortsatz der Hinterbrust getrennt. Die Hinterhüften (Bild 6, rechts ocker) schließen breit an die feiner und zerstreuter punktierte Hinterbrust an und sind hinten zur teilweisen Aufnahme der Hinterschenkel ausgehöhlt. Von der schwach ausgebildeten Mittelbrust sind nur kleine Teile sichtbar. Die Beine sind kräftig, alle Tarsen breit und fünfgliedrig (Tarsenformel 5-5-5). Alle Tarsenglieder sind etwa gleich groß, die mittleren sind unten lappenförmig erweitert.

## Vorkommen
Der Käfer lebt hauptsächlich auf Pistazien und kann in Plantagen schädlich werden. Er ist in Südosteuropa heimisch, es ist jedoch anzunehmen, dass er seine Ausbreitung den erweiterten Anbaugebieten der Pistazie anpasst.

## Lebensweise
Die Käfer sind sehr wärmeliebend. Sie werden erst ab einer bestimmten Temperatur aktiv. Als Mindesttemperatur für die Flugaktivität wird 30 bis 45 °C angegeben. Als größte Flugleistung wurde 53,6 Meter und 50,7 Sekunden Flugdauer gemessen. Damit ist natürlich nicht ausgeschlossen, dass der Käfer auf der Suche nach geeigneten Brutbäumen nicht wesentlich größere Strecken zurücklegen kann.
Die Weibchen legen durchschnittlich 250 Eier. Die Eiablage erfolgt im Mai und hauptsächlich im Juni. Abhängig von der Temperatur schlüpfen die Larven sieben bis sechzehn Tage später. Die behaarten Larven dringen in den Raum zwischen Rinde und Holz ein und fressen dort. Später dringen sie ins Holz ein und fressen Gänge in die Wurzeln und Hauptäste. Erste Puppen findet man in der dritten Juniwoche, die Käfer schlüpfen von Juli bis November.
Außer durch den Larvenfraß schädigt der Käfer die Pistazien auch dadurch, dass das adulte Tier Knospen und junge Pflanzentriebe frisst. Natürliche Feinde sind nicht bekannt.

## Belege
1. ↑  
Sigmund Schenkling: Nomenclator coleopterologus 2. Auflage Jena 1922 Erklärung der wissenschaftlichen Käfernamen (Art) in Kurzform
2. 1 2  
P.S. Pallas: Reise durch verschiedene Provinzen des Rußischen Reichs. Dritter Theil vom Jahr 1772, und 1773 im 1773sten Jahr  3. Teil, 2. Buch London 1634  Seite 258:708
3. ↑  
Friedrich  Eschscholtz: Zoologischer Atlas …. 1. Heft. Berlin 1829 Aufteilung von Buprestis S. 8
4. ↑  
Sigmund Schenkling: Nomenclator coleopterologus 2. Auflage Jena 1922 Erklärung der wissenschaftlichen Käfernamen (Gattung) in Kurzform
5. ↑  
Capnodis bei Fauna Europaea. Archiviert vom Original im Internet Archive. Abgerufen am 25. März 2013
6. ↑  
Arten der Gattung Capnodis bei BioLib
7. ↑  
Heinz Freude, Karl Wilhelm Harde, Gustav Adolf Lohse: Die Käfer Mitteleuropas. Band 6: Diversicornia. Spektrum, Heidelberg 1979, ISBN 3-87263-027-X.
8. ↑  
Carl Gustav Calwer und Gustav Jäger (Hrsg.): C. G. Calwer's Käferbuch. K. Thienemanns, Stuttgart 1876, 3. Auflage
9. ↑  
Flugverhalten von Capnodis (Memento des Originals vom 2. November 2007 im Internet Archive)  Info: Der Archivlink wurde automatisch eingesetzt und noch nicht geprüft. Bitte prüfe Original- und Archivlink gemäß Anleitung und entferne dann diesen Hinweis.
10. ↑  
Zeitangaben zur Entwicklung (Seite nicht mehr abrufbar, festgestellt im April 2018. Suche in Webarchiven)  Info: Der Link wurde automatisch als defekt markiert. Bitte prüfe den Link gemäß Anleitung und entferne dann diesen Hinweis.
11. ↑  E. Yanık, A. Yücel: The pistachio (P. vera L.) pests, their population development and damage state in _anliurfa province. (Memento des Originals vom 23. Februar 2016 im Internet Archive)  Info: Der Archivlink wurde automatisch eingesetzt und noch nicht geprüft. Bitte prüfe Original- und Archivlink gemäß Anleitung und entferne dann diesen Hinweis. Plant Protection Department, Harran University, Faculty of Agriculture, 63200 _anlıurfa, Turkey (PDF; 181 kB)